# Mantidactylus tricinctus
Espèce
Synonymes
- Gephyromantis tricinctus Guibé, 1947

Statut de conservation UICN

 VU  : Vulnérable
Mantidactylus tricinctus est une espèce d'amphibiens de la famille des Mantellidae.

## Répartition
Cette espèce est endémique de Madagascar. Elle se rencontre entre 450 et 850 m d'altitude sur trois sites dans l'Est et le Sud-Est de l'île, An'Ala, Befotaka et Vondrozo.

## Description
Mantidactylus tricinctus mesure de 17 à 19 mm. Son dos est brun avec des marbrures plus sombres. Cette espèce est caractérisée notamment par une tache jaune au niveau de l'aine et une blanche à la pointe du museau.

## Publication originale
- Guibé, 1947 : Trois Gephyromantis nouveaux de Madagascar (Batraciens). Bulletin du Muséum national d'histoire naturelle, sér. 2, vol. 19, p. 151-155 (texte intégral).